# Cinema da década de 1980
O cinema da década de 1980 se caracteriza pela produtividade do cinema estadunidense, além de aparecerem muitas produções de alto nível em países como Argentina, que venceu seu primeiro Óscar de Melhor Filme Estrangeiro por La Historia Oficial (A História Oficial, 1985); Brasil, onde Hector Babenco iniciou uma revolução com seu Pixote - A Lei do Mais Fraco (1981);  Japão, quando o anime Akira (Akira, 1988) impressionou pelo enredo e estilo violento e quando Stanley Kubrick entrega uma de suas obra-primas: The Shining  (O Iluminado, 1980).
O tema violência se torna a regra dos grandes diretores. Martin Scorsese inova com Touro Indomável, enquanto que Stephen Frears causa espanto na plateia com o indecente Ligações Perigosas, que apresenta Glenn Close no auge de sua maestria e talento.
Transformando as inscrições Carpe Diem em hino da juventude, Robin Williams encanta a todos com Dead Poets Society (Sociedade dos Poetas Mortos, 1989).
O diretor Oliver Stone reabre os arquivos da Guerra do Vietnã com Platoon (Platoon, 1986). A mesma guerra também é assunto para Stanley Kubrick em Full Metal Jacket (Nascido Para Matar, 1987).

## 1980
Muitos críticos estabeleceram o filme Raging Bull (no Brasil, Touro Indomável), do diretor ítalo-estadunidense Martin Scorsese como o marco inicial do estilo de fazer cinema que seria agregado pela grande maioria dos cineastas no decorrer desta década.
No mesmo ano, seriam lançados outros grandes filmes, a exemplo de The Elephant Man, de David Lynch, e Ordinary People, que deu a Robert Redford os Óscares de Melhor Filme e Direção.
Roman Polanski marca presença no início da década com seu aclamado Tess (filme), e Brooke Shields se torna uma diva do cinema com The Blue Lagoon (A Lagoa Azul).
Stanley Kubrick dirige um dos filmes de terror mais aclamados de todos os tempos, o clássico The Shining (O Iluminado).

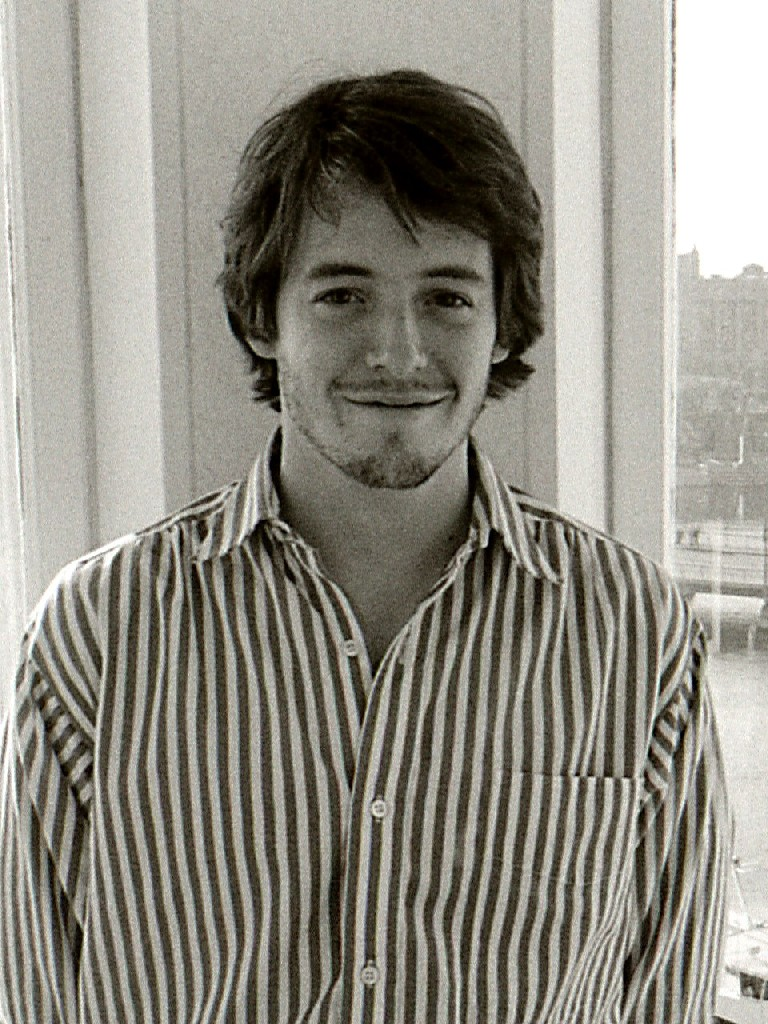
Matthew Broderick se torna o ídolo adolescente da década com Ferris Bueller's Day Off.

Outros títulos importantes são: Star Wars Episode V - The Empire Strikes Back (O Império Contra-ataca); Superman II (Superman II - A Aventura Continua);  Kagemusha (Kagemusha - A Sombra do Samurai), de Akira Kurosawa,  e Coal Miner's Daughter (O Destino Mudou Sua Vida), que premiou Sissy Spacek como Melhor Atriz de 1981,E também Gisilou a N9ª vez de
um Cardalper

## 1981
O ano é marcado por Katharine Hepburn em On Golden Pond (Num Lago Dourado), que lhe rendeu mais um Oscar e também premiou Henry Fonda. O clássico tinha ainda Jane Fonda contracenando com seu pai na vida real.
Warren Beatty torna-se um astro ao dirigir Reds, com Jack Nicholson e Diane Keaton no elenco.
Hugh Hudson surpreende com Chariots of Fire (Carruagens de Fogo) e leva para casa o Oscar 1982 de Melhor Filme.
Outro destaque é Milos Forman, com Ragtime (Na Época do Ragtime), marcando a despedida do astro James Cagney do cinema.
O diretor Steven Spielberg lança o melhor blockbuster de todos os tempos com o personagem Indiana Jones em parceria com George Lucas, no filme Raiders of the Lost Ark (Os Caçadores da Arca Perdida), com Harrison Ford.
No Brasil, Pixote - A Lei do Mais Fraco incomoda a sociedade ao mostrar a realidade nua e crua das ruas do país.
Nesse o filme  (Um Lobisomem Americano em Londres) Ganha o primeiro oscar de melhor maquiagem na cerimônia de 1982.

## 1982
O sueco Ingmar Bergman tem mais uma obra-prima reconhecida, Fanny och Alexander (Fanny & Alexandre). A versão original para a televisão tem 312 minutos.
Uma cinebiografia contagia a crítica especializada, e Ben Kingsley imortaliza a imagem de Gandhi na telona.
Steven Spielberg continua sua saga em Hollywood e apresenta um filme que marcará a infância das próximas gerações: E.T. the Extra-Terrestrial (E.T. - O Extra-terrestre), com cenas antológicas como a da bicicleta que voa sob a imagem da lua cheia. E também o filme 1999. Que em 2011 estreou em 3D, onde um grupo de adolescentes pegam uma máquina do tempo que iria para o ano de 1999 mas depois acabam indo para o ano de 1947.
John Carpenter lança sua obra-prima de terror: O Enigma de Outro Mundo, clássico filme com Kurt Russell.
O ano é também de Dustin Hoffman na comédia Tootsie, filme de Sydney Pollack que deu a Jessica Lange o Oscar de Atriz Coadjuvante.
Os astros do passado fazem sucesso, com Jack Lemmon, Paul Newman e Peter O'Toole estrelando Missing (Desaparecido, um Grande Mistério), The Verdict (O Veredito) e My Favorite Year (Um Cara Muito Baratinado), respectivamente.
A musa Julie Andrews volta à cena com o musical Victor/Victoria (Vitor ou Vitória?), dirigido pela marido Blake Edwards.
Andrei Tarkovski dirige o seu primeiro filme internacional com Nostalgia.
A ficção científica nunca mais será a mesma depois do cult Blade Runner (Blade Runner - O Caçador de Andróides), de Ridley Scott, que, apesar do fracasso no lançamento, tornou-se um sucesso alguns anos depois.

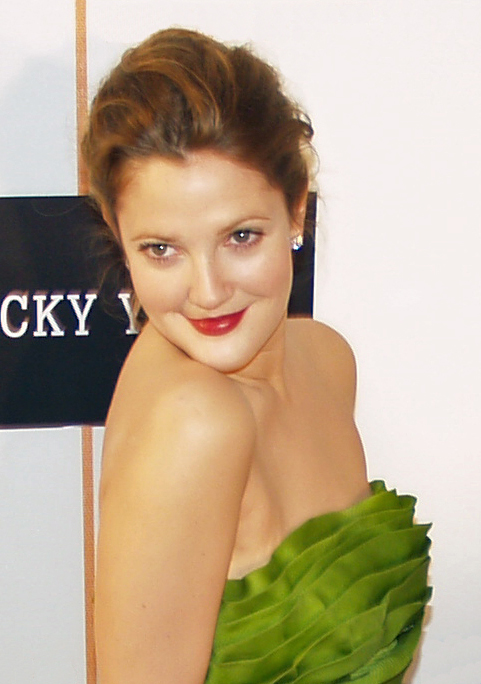
Drew Barrymore faz sua estreia nas telas com E.T. the Extra-Terrestrial

Os estúdios Disney inovam na tecnologia eletrônica com Tron.

## 1983
Brian De Palma sempre esteve à frente de seu tempo. É um diretor visionário, de vanguarda, um legítimo sucessor de Howard Hawks. E a prova disso vem com a estreia do polêmico (para não dizer mais) Scarface (Scarface ou A Força do Poder), com Al Pacino em seu mais impactante papel.
Em se tratando de cinema mais acessível, James L. Brooks entrega o clássico Terms of Endearment (Laços de Ternura), um drama sobre os laços afetivos que ligam os humanos, que premia Jack Nicholson e Shirley MacLaine no Oscar.
Glenn Close é uma agradável surpresa em The Big Chill, de Lawrence Kasdan.
Peter Yates dirige Albert Finney em The Dresser (O Fiel Camareiro). Finney é laureado com o Urso de Prata em Berlim.
The Right Stuff (Os Eleitos) mostra todo o talento de Philip Kaufman.
Mel Gibson faz parceria com Linda Hunt caracterizada como homem em The Year of Living Dangerously (O Ano que Vivemos em Perigo), mais um primor de Peter Weir.
O casal Woody Allen e Mia Farrow estão na comédia Zelig.
Star Wars Episode VI - Return of the Jedi o último episódio da fantástica saga.

## 1984
A vida de Wolfgang Amadeus Mozart é o tema de mais um grande filme de Milos Forman. Amadeus ganha nada menos que oito Oscares e mostra a dupla F. Murray Abraham e Tom Hulce encarnando uma história de ódio e morte.
O mestre David Lean, responsável, entre outros, por Lawrence of Arabia (Lawrence da Arábia) dirige seu último filme, A Passage to India (Passagem para a Índia), abordando de forma diferente o que já havia sido mote para o Gandhi de 1982.
Os dramas de The Killing Fields (Os Gritos do Silêncio), de Roland Joffé, e Places in the Heart (Um Lugar no Coração), de Robert Benton, também são unanimidade na crítica especializada e levam estatuetas.
Woody Allen repete o sucesso do ano anterior, agora com Broadway Danny Rose.

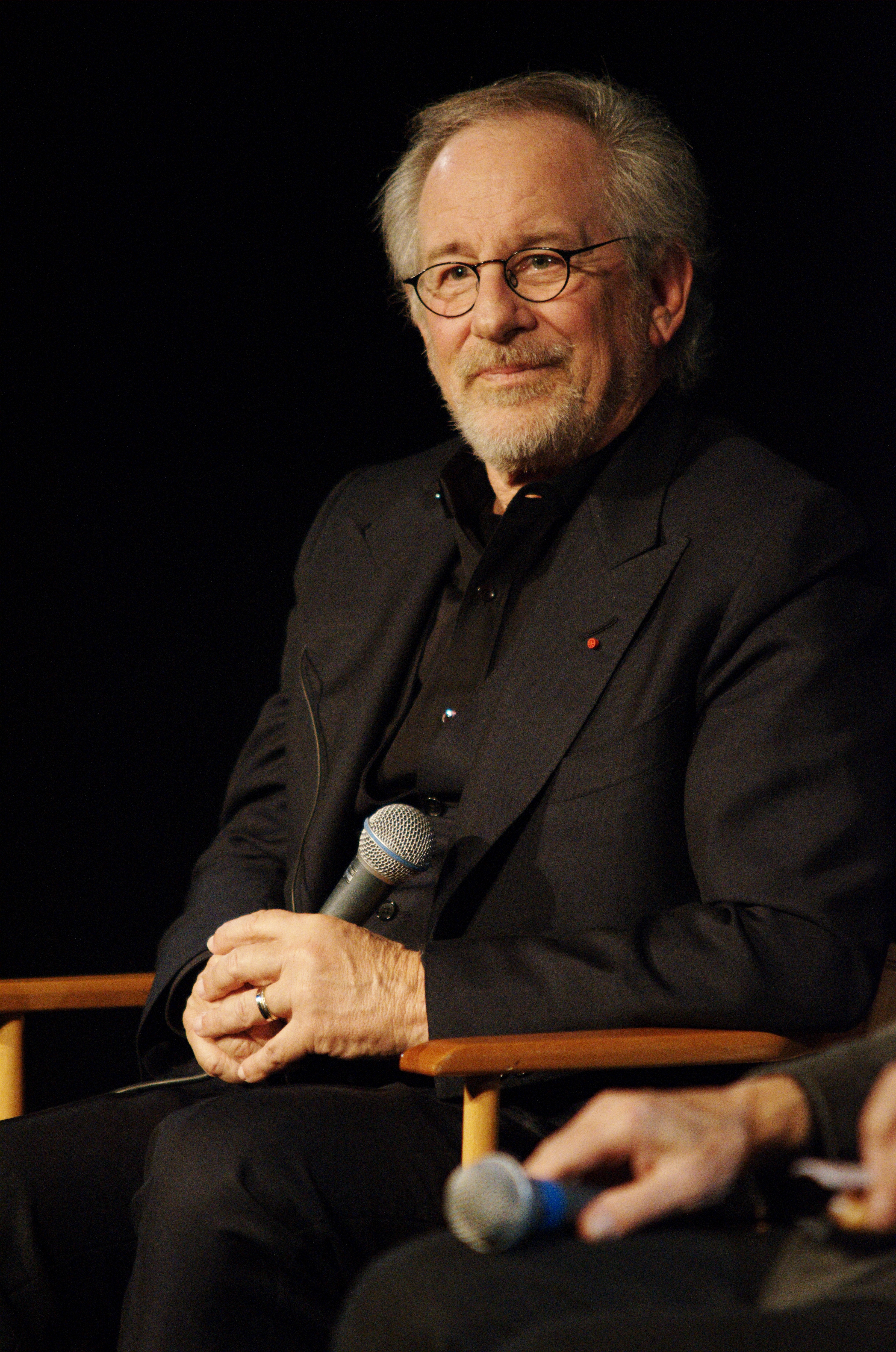
Steven Spielberg se consagra nesta década como um dos maiores diretores de todos os tempos.

O cinema juvenil ganha um legítimo representante, Karate Kid (Karatê Kid - A Hora da Verdade), com Pat Morita.
Tom Hanks chama a atenção pela primeira vez, com Splash (Splash - Uma Sereia em Minha Vida).
Steven Spielberg e Harrison Ford fazem o segundo Indiana Jones, um êxito semelhante ao do primeiro.
O diretor italiano Sergio Leone estreia seu último filme, Era Uma Vez na América, considerado por muitos sua obra-prima.

## 1985
A parceria de Steven Spielberg com Whoopi Goldberg resulta em um drama completamente adulto, algo inédito até então na carreira do diretor. The Color Purple (A Cor Púrpura), que trata de racismo, é um doloroso exercício de solidão, tristeza e paixão.
Peter Weir se une a Harrison Ford e alcança a glória com Witness (A Testemunha).
Os diretores internacionais Akira Kurosawa e Hector Babenco são indicados ao Oscar por Ran e Kiss of the Spider Woman (O Beijo da Mulher-aranha), respectivamente.
"Os Goonies" foi  um filme produzido por Steven Spielberg e dirigido por Richard Donner(com Sean Astin e Josh Brolin no elenco) na época teve um grande sucesso
Sydney Pollack conquista a Academia com Out of Africa (Entre Dois Amores), que transforma Meryl Streep e Robert Redford em ícone dos casais românticos.
Claude Lanzman dirige um dos documentários mais aclamados de todos os tempos com Shoah, com 9 horas de duração
A despretensiosa ficção científica Cocoon, de Ron Howard é estrelada por atores já idosos, caso de Don Ameche (ganhador do Oscar de Ator Coadjuvante) e Jessica Tandy, que voltava definitivamente à ativa.
O gênero ficção científica também faz sucesso com Back to the Future (De Volta Para o Futuro) e Brazil (Brazil - O Filme).
Woody Allen marca presença e homenageia o cinema com The Purple Rose of Cairo (A Rosa Púrpura do Cairo) e a Argentina ganha Oscar com La Historia Oficial.

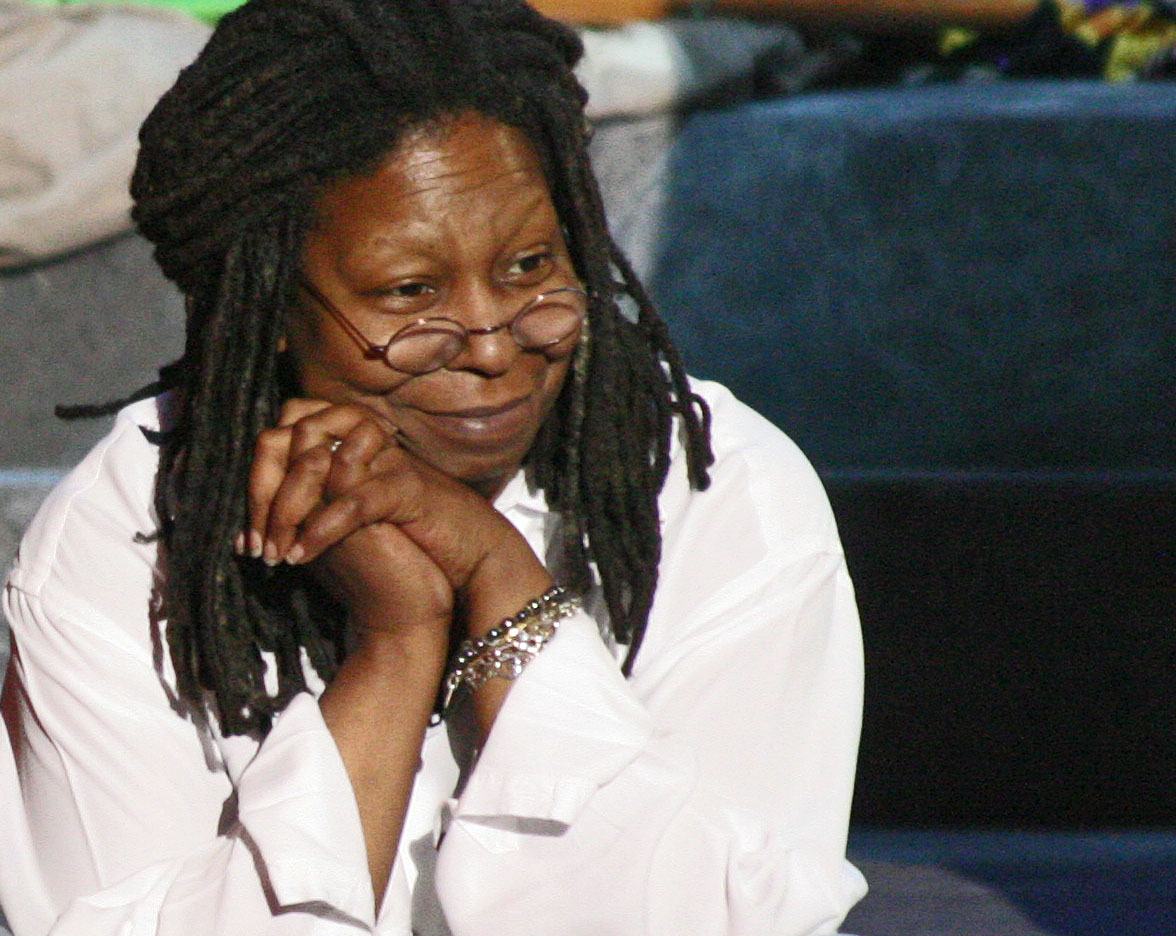
Whoopi Goldberg conquista a critica com sua atuação em A Cor Púrpura (filme)

The Breakfast Club, de John Hughes, é considerado o clássico de filmes do ensino médio.
"

## 1986
Tony Scott retrata os desafios pessoais do piloto de caça da Marinha Americana Pete "Maverick" Mitchell (Tom Cruise) em Top Gun (filme) .
A guerra do Vietnã continua sendo matéria-prima para os cineastas. Após Francis Ford Coppola filmar Apocalypse Now, é Oliver Stone que constrói um trágico retrato dos horrores do conflito em Platoon, que arrasa nas bilheterias.
É também o reconhecimento definitivo de Woody Allen que, com Hannah and Her Sisters (Hannah e Suas Irmãs), conquista o prêmio de Melhor Roteiro Original e o Globo de Ouro de Melhor Filme.
David Lynch torna-se cult com Blue Velvet (Veludo Azul), que transforma Isabella Rossellini em diva do cinema.
O acadêmico James Ivory adapta mais uma vez um livro de E. M. Forster, que resulta em A Room with a View (Uma Janela para o Amor).
Andrei Tarkovsky dirige seu último filme com O Sacrifício, o próprio morreu no mesmo ano de lançamento do filme.
Martin Scorsese dirige Paul Newman e Tom Cruise em The Color of Money (A Cor do Dinheiro). Francis Ford Coppola dirige Peggy Sue Got Married (Peggy Sue - Seu Passado a Espera), com Nicolas Cage, Kathleen Turner e Jim Carrey em início de carreira.
Sigourney Weaver retoma sua personagem em Aliens (Aliens - O Resgate) e Rob Reiner comove ao adaptar a mais sensível história de Stephen King, Stand by Me (Conta Comigo), com River Phoenix.
O psicopata Hannibal Lecter é levado pela primeira vez ao cinema na pele do ator Brian Cox, no ótimo Manhunter (Dragão Vermelho).
Ferris Bueller's Day Off, de John Hughes, é um clássico das comédias adolescentes, um filme "definitivo e insuperável no estilo".

## 1987
Glenn Close e Michael Douglas filmam cenas antológicas no banheiro em Fatal Attraction (Atração Fatal), de Adrian Lyne.
O diretor italiano Bernardo Bertolucci, de O Último Tango em Paris, ganha nove Oscars ao transpor para as telas a saga do imperador chinês que, ainda adolescente, entra em conflito com comunistas e tem que reaprender a viver. The Last Emperor (O Último Imperador) tem no elenco predominantemente chinês o ator Peter O'Toole.
James L. Brooks retoma parceria com Jack Nicholson na comédia Broadcast News (Nos Bastidores da Notícia), que retrata o cotidiano do meio jornalístico.
Wim Wenders dirige o poético Asas do Desejo.
Stanley Kubrick entrega o clássico Full Metal Jacket (Nascido Para Matar)
Steven Spielberg cresce como diretor de dramas, com Empire of the Sun (Império do Sol).
Brian de Palma entrega mais um ótimo filme com The Untouchables (Os Intocáveis).
O cinema de entretenimento arrecada milhões com Robocop (Robocop - O Policial do Futuro),  Innerspace (Viagem Insólita), The Lost Boys (Os Garotos Perdidos), The Witches of Eastwick (As Bruxas de Eastwick) e Lethal Weapon (Máquina Mortífera).

Patrick Swayze e Jennifer Grey marcam uma geração com Dirty Dancing.

O gênero musical tem seu último representante dos anos 1980 em Dirty Dancing (Ritmo Quente).

## 1988
O público dificilmente irá se esquecer das feições hipócritas de Glenn Close em Dangerous Liaisons (Ligações Perigosas), adaptação de Stephen Frears que trazia um trio invejável completado por John Malkovich e Michelle Pfeiffer.
A luta entre brancos e negros é o tema principal de Mississippi Burning (Mississipi em Chamas), filme forte de Alan Parker. A dupla do FBI era interpretada por Gene Hackman e Willem Dafoe.
O autismo é discutido abertamente em Rain Man, protagonizado por Tom Cruise e Dustin Hoffman. Além de vencer o Oscar, ganha o Urso de Ouro no Festival de Berlim.
A Igreja Católica protesta contra Martin Scorsese e The Last Temptation of Christ (A Última Tentação de Cristo). Atentados terroristas ocorrem em algumas salas de cinema por causa do conteúdo lascivo do filme.
Robert Zemeckis inova ao misturar gente de verdade com animação, em Who Framed Roger Rabbit? (Uma Cilada para Roger Rabbit), ganhador de três estatuetas técnicas.
Juliette Binoche e Daniel Day-Lewis atuam no sexy The Unbearable Lightness of Being  (A Insustentável Leveza do Ser).

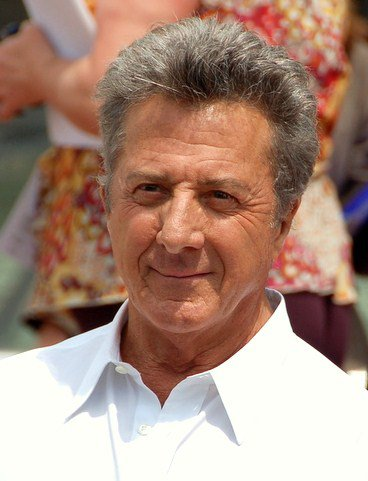
Com sua interpretação de um autista Dustin Hoffman conquista a critica.

Antes de ganhar o Oscar, Jonathan Demme inova com a comédia satírica Married to the Mob (De Caso Com a Máfia).

## 1989
Steven Soderbergh surpreende em sua estreia e vence o Festival de Cannes com um história de traição, Sex, Lies and Videotape (Sexo, Mentiras e Videotape).
Robin Williams emociona no filme de Peter Weir, Dead Poets Society (Sociedade dos Poetas Mortos).
Oliver Stone se redime com a obra-prima Born on the Fourth of July (Nascido em 4 de Julho), no qual Tom Cruise questiona a guerra do Vietnã.
O delicado drama Driving Miss Daisy (Conduzindo Miss Daisy) combate o preconceito e mostra como é possível a amizade entre brancos e negros. A atriz Jessica Tandy ganha o Oscar aos 80 anos.
Interpretando um deficiente mental em My Left Foot (Meu Pé Esquerdo), Daniel Day-Lewis também ganha o prêmio.
Michelle Pfeiffer canta sobre um piano em The Fabulous Baker Boys (Susie e os Baker Boys).
Spike Lee combate o racismo nos EUA em Do the Right Thing (Faça a Coisa Certa).
Nas bilheterias, os sucessos do terceiro Indiana Jones; de James Cameron, com The Abyss, de Richard Donner, com o segundo filme da saga Lethal Weapon e Tim Burton com o primeiro Batman.